# Parque nacional natural Bahía Portete - Kaurrele
El Parque nacional natural Bahía Portete - Kaurrele es un parque natural en jurisdicción del municipio de Uribia en el departamento de La Guajira, Colombia.
Es el parque nacional más septentrional de la parte continental de Sudamérica, se encuentra en la costa Caribe de la península de La Guajira en Bahía Portete, entre el Cabo de la Vela y Punta Gallinas. Establecido el 20 de diciembre de 2014.

## Descripción
El parque cuenta con un área de 140.8 km², el clima es árido y seco debido a la cercanía del desierto de La Guajira, las temperaturas promedio oscilan entre 28 y 30 °C. La zona costera se caracteriza por la humedad causada por los vientos del interior. El área de la bahía tiene una profundidad promedio de 9 metros, que varía de 3 a 20 metros.
Durante la época de la conquista española en el siglo XVI, la bahía era conocida como El Portichuelo, un lugar donde los esclavos eran traídos a la Colombia colonial. La zona escasamente poblada está habitada por aproximadamente 500 indígenas Wayúu.
El parque nacional natural Bahía Portete-Kaurrele fue designado el número 59 de los Parques naturales de Colombia para proteger los ecosistemas marinos y litorales de la península de La Guajira el 20 de diciembre de 2014. La declaración del parque como área protegida se inició en 2003, las comunidades indígenas de los Wayúu, Kamushiwoü, Alijunao, Yariwanischi, Puerto Portete, Ian, Youlepa y Kayuuswaarraaloü contribuyeron en la planificación del establecimiento del área protegida. En la inauguración del parque, el presidente de Colombia, Juan Manuel Santos, dijo "la biodiversidad es para Colombia, lo que el petróleo es para los árabes". La minería y la pesca industrial están prohibidas.

### Biodiversidad

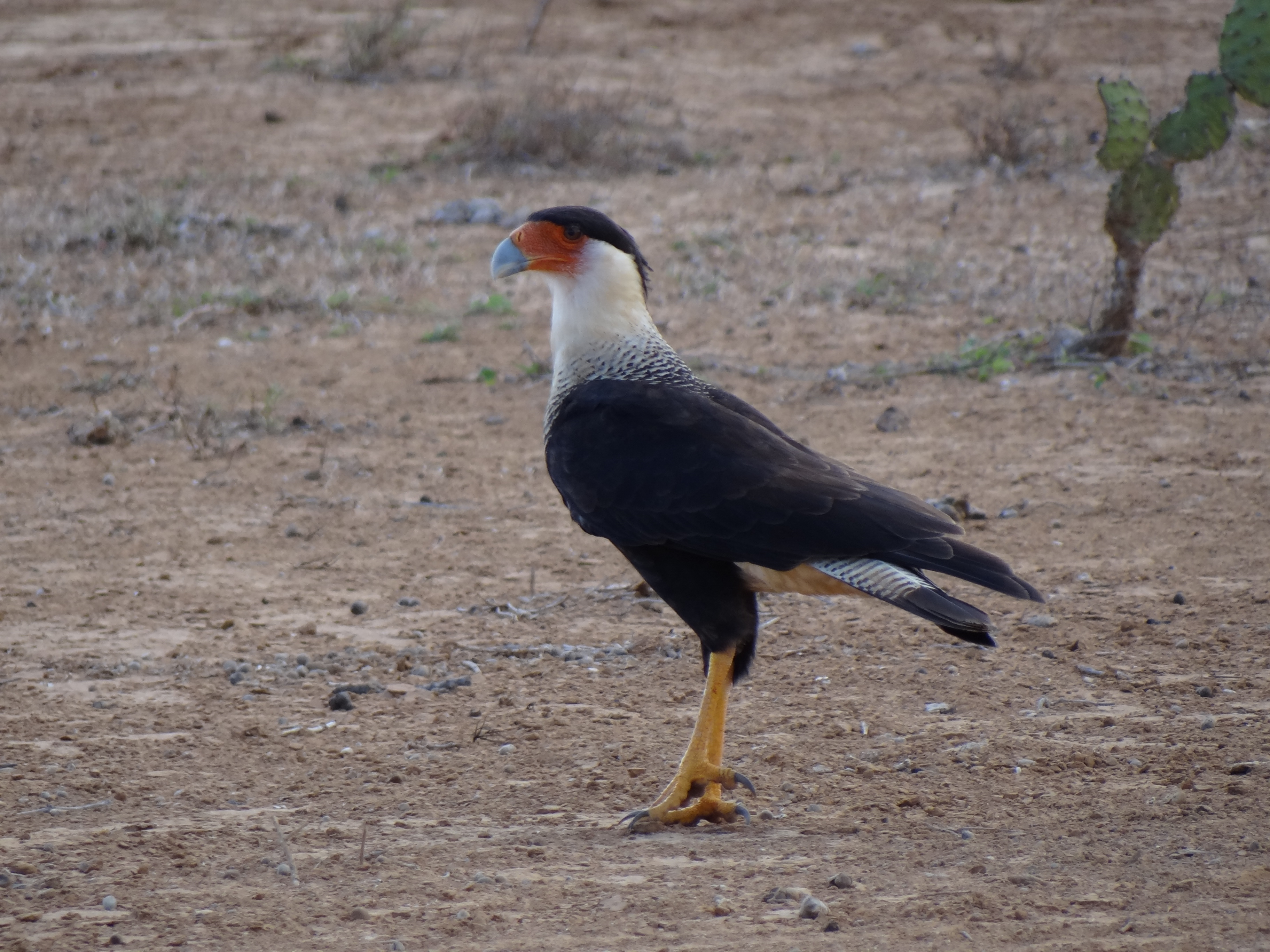
Carancho norteño en el desierto de La Guajira

Bahía Portete-Kaurrele comprende 25 especies de reptiles y anfibios, relativamente pocos mamíferos y unas 217 especies de fauna marina. La biodiversidad del parque es rica en varias otras especies.

#### Fauna
| Nombre común                      | Especie                        | Imagen |
| --------------------------------- | ------------------------------ | ------ |
| armadillo de nueve bandas         | Dasypus novemcinctus           |        |
| murciélago de nariz larga del sur | Leptonycteris curasoae         |        |
| ardilla de cola roja              | Sciurus granatensis splendidus |        |
| zorro cangrejero                  | Cerdocyon thous                |        |
| pecarí barbiblanco                | Tayassu pecari                 |        |
| puercoespín enano marrón          | Sphiggurus vestitus            |        |
| cocodrilo americano               | Crocodylus acutus              |        |
| iguana verde                      | Iguana iguana                  |        |
| cola látigo arcoíris              | Cnemidophorus lemniscatus      |        |
| bejuca                            | Oxybelis aeneus                |        |
| cascabel torpical                 | Crotalus durissus              |        |
| tortuga verde                     | Chelonia mydas                 |        |
| tortuga caguama                   | Caretta caretta                |        |
| tortuga carey                     | Eretmochelys imbricata         |        |
| tortuga laúd                      | Dermochelys coriacea           |        |
| tortuga golfina                   | Lepidochelys olivacea          |        |
|                                   | Mastigodryas pleei             |        |
|                                   | Phimophis guianensis           |        |
| sapo de rivero                    | Rhinella humboldti             |        |
| flamenco del caribe               | Phoenicopterus ruber           |        |
| pato aguja americano              | Anhinga anhinga                |        |
|                                   | Conirostrum bicolor            |        |
| pelícano pardo                    | Pelecanus occidentalis         |        |
| garza cuca                        | Ardea cocoi                    |        |
| carancho norteño                  | Caracara cheriway              |        |
| fragata real                      | Fregata magnificens            |        |
| cigüeña maguari                   | Ciconia maguari                |        |
| cormorán neotropical              | Phalacrocorax brasilianus      |        |
| espátula rosada                   | Platalea ajaja                 |        |
| ibis escarlata                    | Eudocimus ruber                |        |
| ibis blanco                       | Eudocimus albus                |        |
| canario de manglar                | Setophaga petechia             |        |
| frailecillo de Wilson             | Charadrius wilsonia            |        |
|                                   | Hippocampus reidi              |        |
| róbalo común                      | Centropomus undecimalis        |        |
|                                   | Lachnolaimus maximus           |        |
| mojarra rayada                    | Eugerres plumieri              |        |
| pargo cubera                      | Lutjanus cyanopterus           |        |
| pargo rayado                      | Lutjanus synagris              |        |
|                                   | Lutjanus analis                |        |
| pargo                             | Pagrus pagrus                  |        |
| mero guasa                        | Epinephelus itajara            |        |
| mero estriado                     | Epinephelus striatus           |        |
| pez loro arcoíris                 | Scarus guacamaia               |        |
| sábalo real                       | Tarpon atlanticus              |        |
| mero de roca                      | Polyprion americanus           |        |
| macabí                            | Albula vulpes                  |        |
| blenio del Tayrona                | Emblemariopsis tayrona         |        |
| lebranche                         | Mugil liza                     |        |
| guasa lagunar                     | Batrachoides manglae           |        |
| bagre crucifijo                   | Sciades proops                 |        |
| mojarrita española                | Eucinostomus gula              |        |
| cangejo azul terrestre            | Cardisoma guanhumi             |        |
| langosta espinosa del Caribe      | Panulirus argus                |        |
|                                   | Xiphopenaeus kroyeri           |        |
| caracol pala                      | Lobatus gigas                  |        |
|                                   | Muracypraea mus                |        |
| tritón del Atlántico              | Charonia variegata             |        |
|                                   | Cittarium pica                 |        |
|                                   | Cassis madagascariensis        |        |
| ostrero común americano           | Haematopus palliatus           |        |
|                                   | Penaeus notialis               |        |
|                                   | Anachis coseli                 |        |
|                                   | Ancilla glabrata               |        |
| cangrejo de coral                 | Carpilius corallinus           |        |
| casco flamante                    | Cassis flammea                 |        |
|                                   | Litopenaeus schmitti           |        |
|                                   | Penaeus brasiliensis           |        |
|                                   | Penaeus schmitti               |        |
| estrella cojín                    | Oreaster reticulatus           |        |
|                                   | Mussa angulosa                 |        |
| coral cuerno de alce              | Acropora palmata               |        |
| coral cuerno de ciervo            | Acropora cervicornis           |        |
|                                   | Stephanocoenia intersepta      |        |

#### Flora
El litoral de la bahía es más rico en flora que el desierto circundante, las plantas terrestres más comunes son el cactus Opuntia wentiana y el mangle negro. Los prados de hierbas marinas de Thalassia testudinum y Syringodium están ampliamente distribuidos en la porción marina del parque.

## Otras áreas protegidas en La Guajira

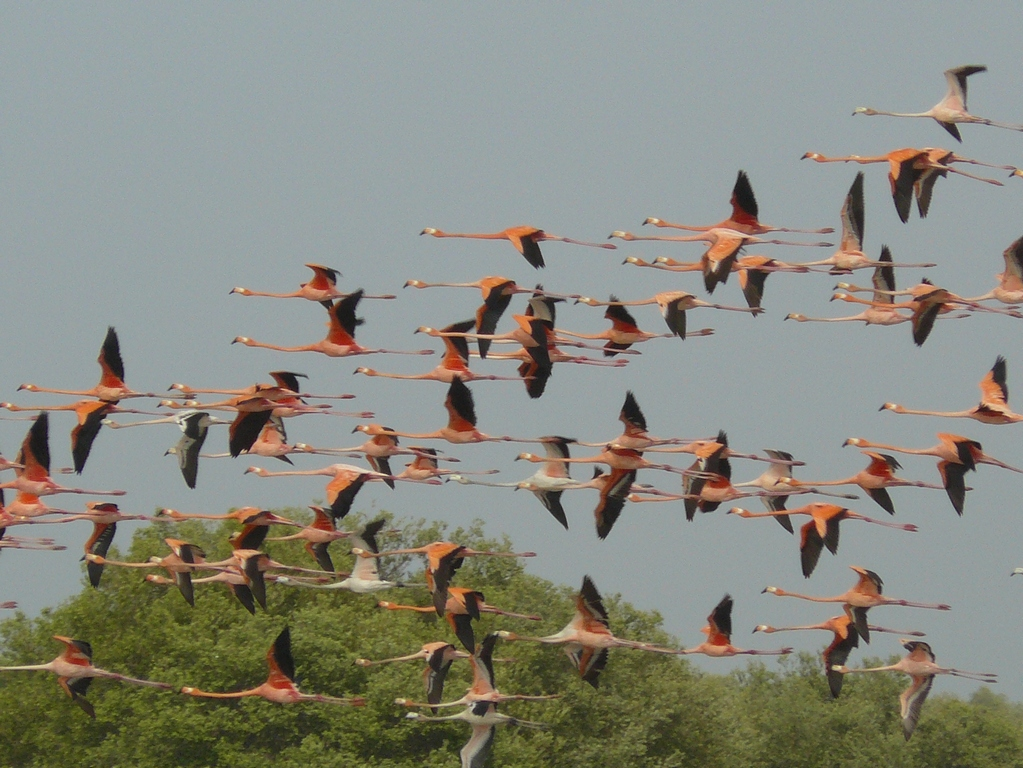
Santuario Los Flamencos, al oeste de Bahía Portete en La Guajira

La Guajira contiene ocho áreas protegidas, tres nacionales y cinco regionales.
- Sierra Nevada de Santa Marta
- SantuarioLos Flamencos
- Serranía de Macuira
- Manantial de Cañaverales
- Distrito de Manejo Integrado Musichi
- Distrito de Manejo Integrado del Perijá
- Reserva Natural de los Montes de Oca
- Distrito de Manejo Integrado Bañaderos y Alto Camarones

## Galería

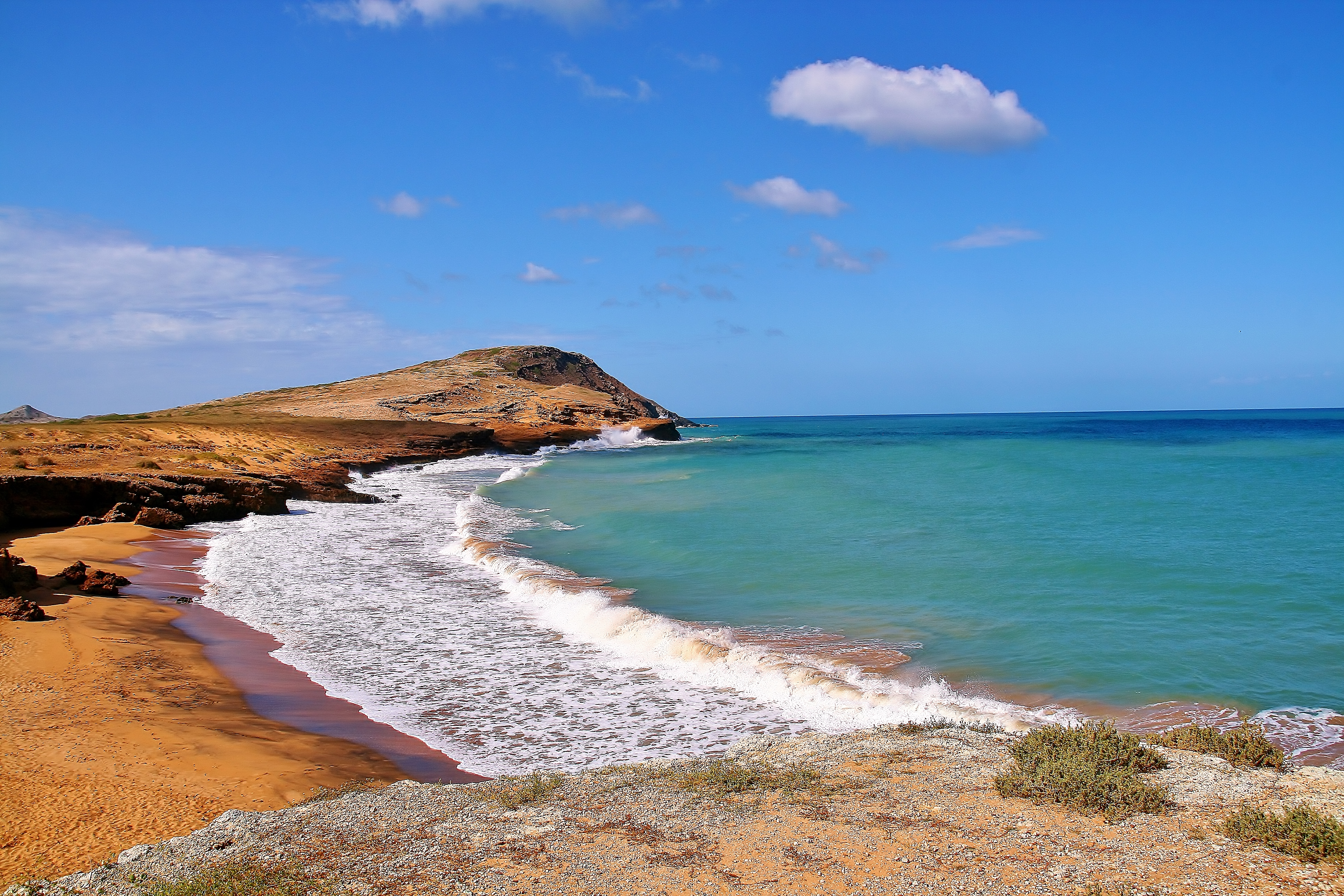
Cabo de la Vela al oeste de Bahía Portete
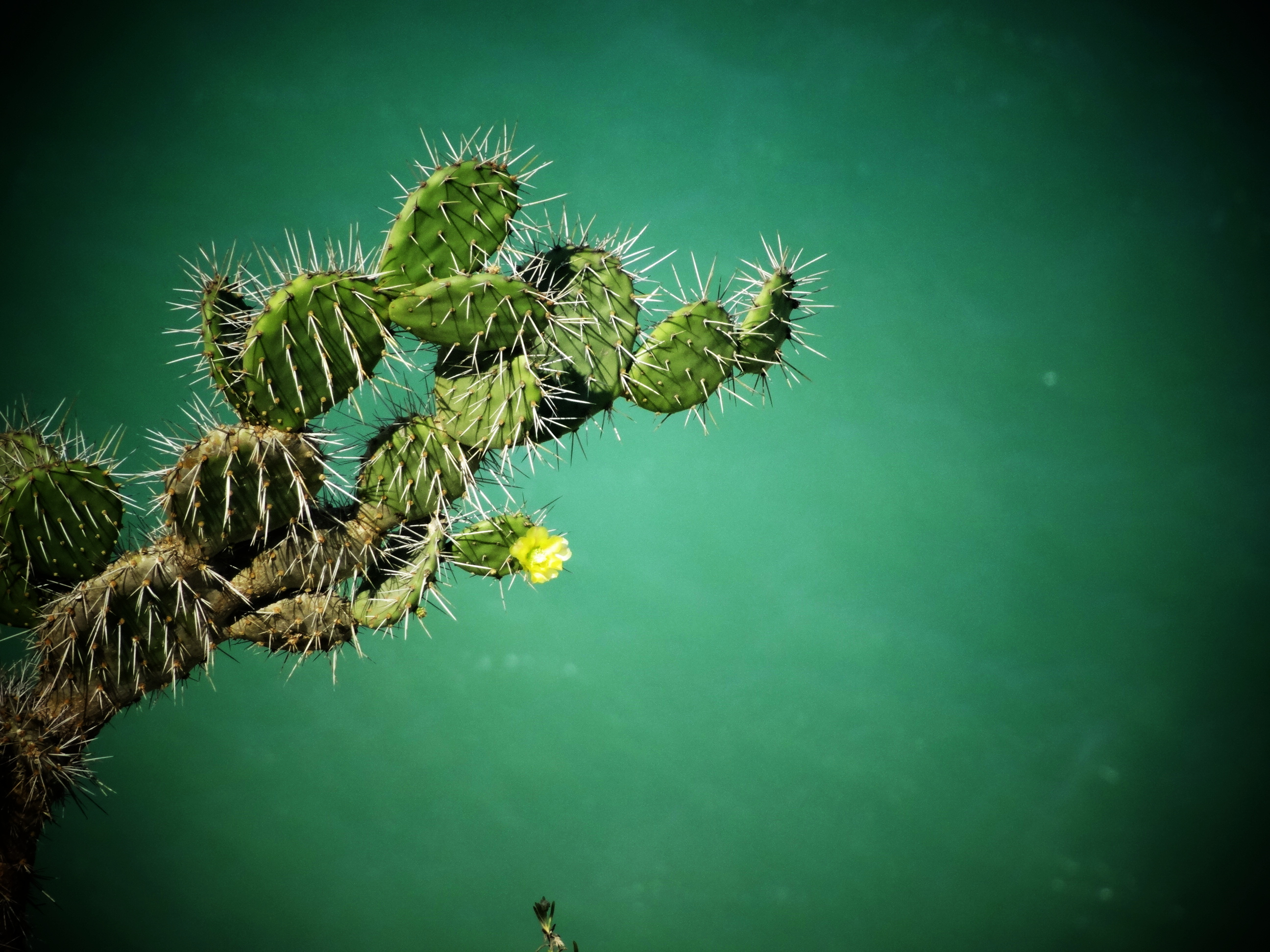
Opuntia wentiana
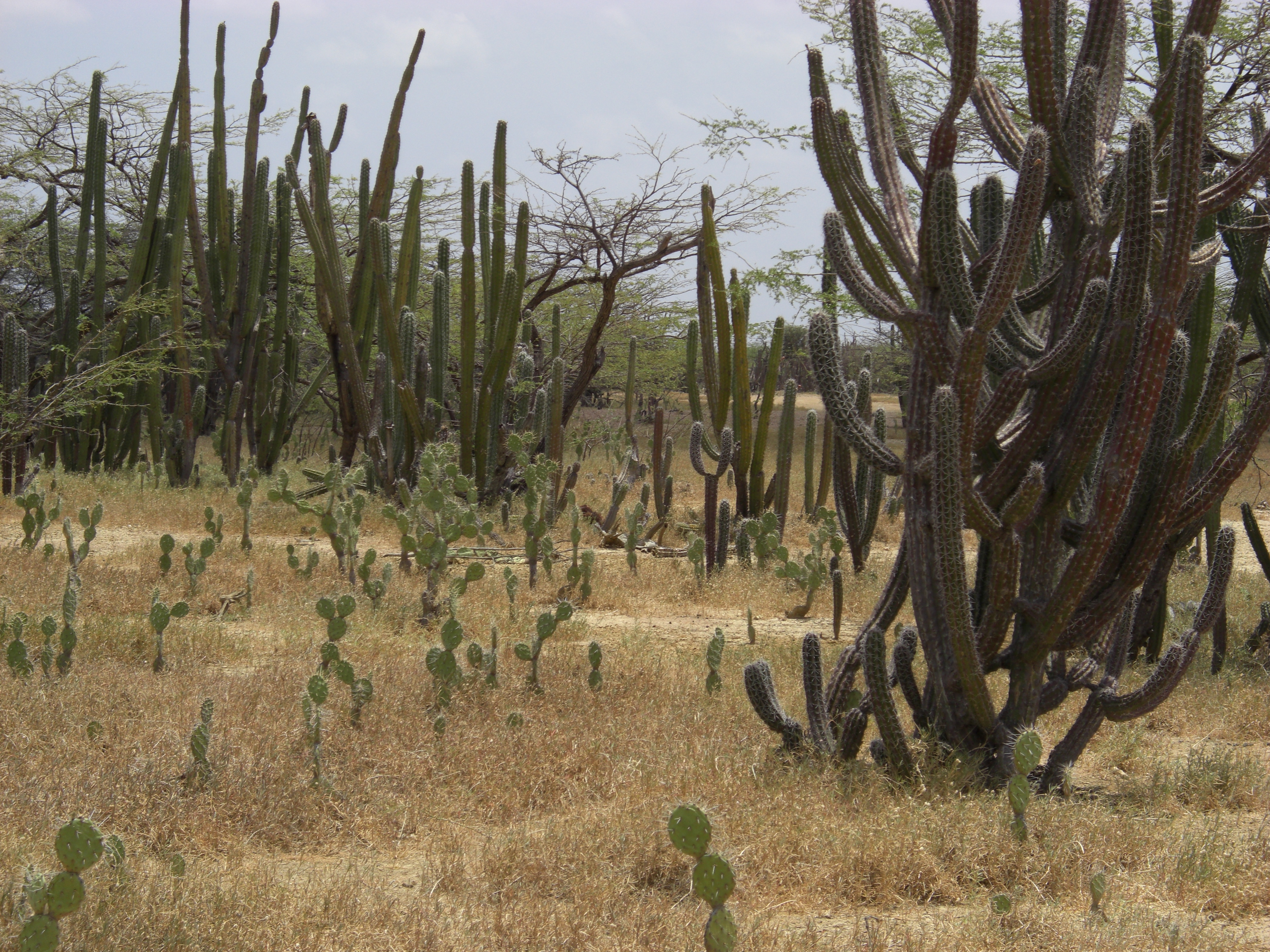
Típica vegetación de cactus
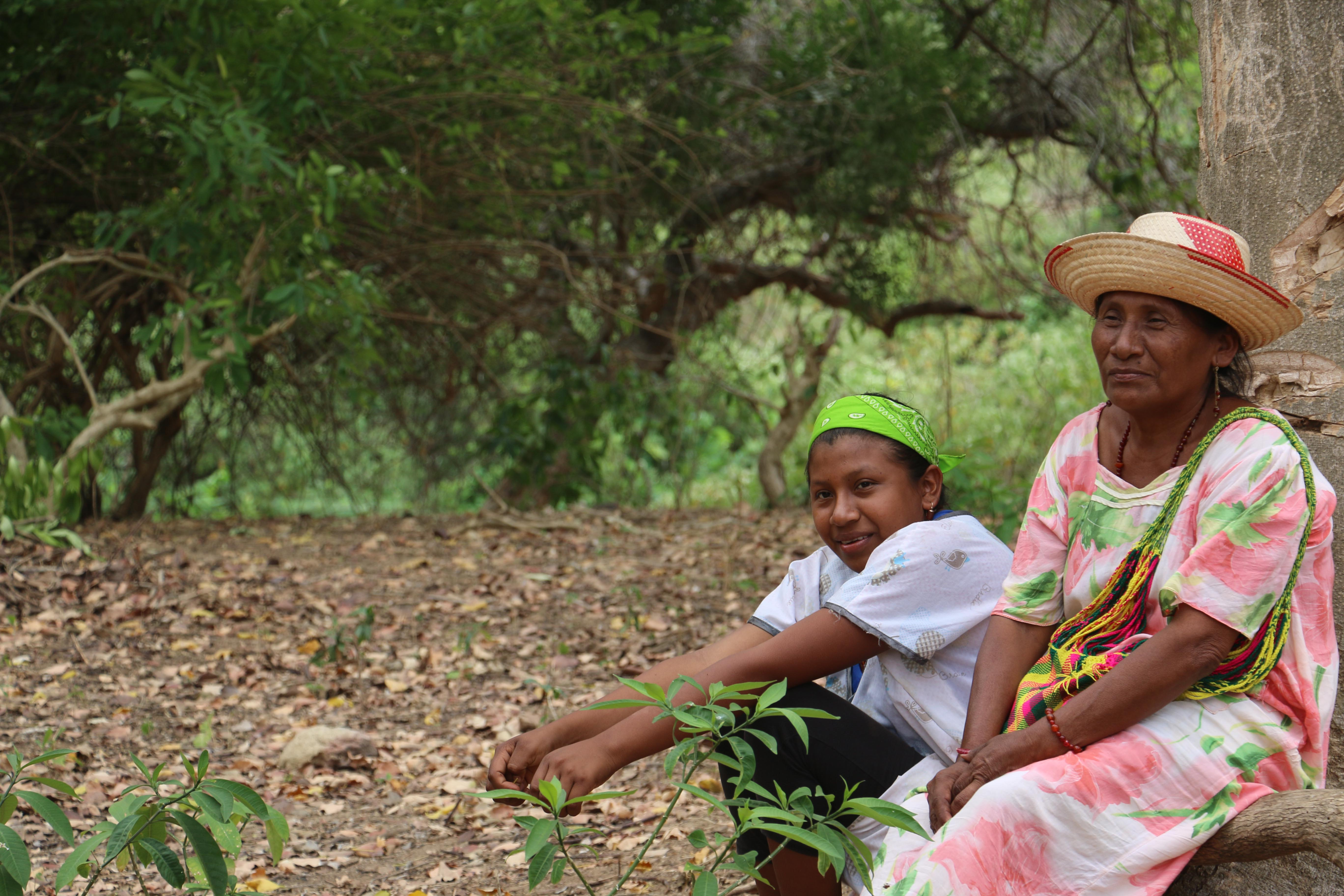
Indígenas Wayúu
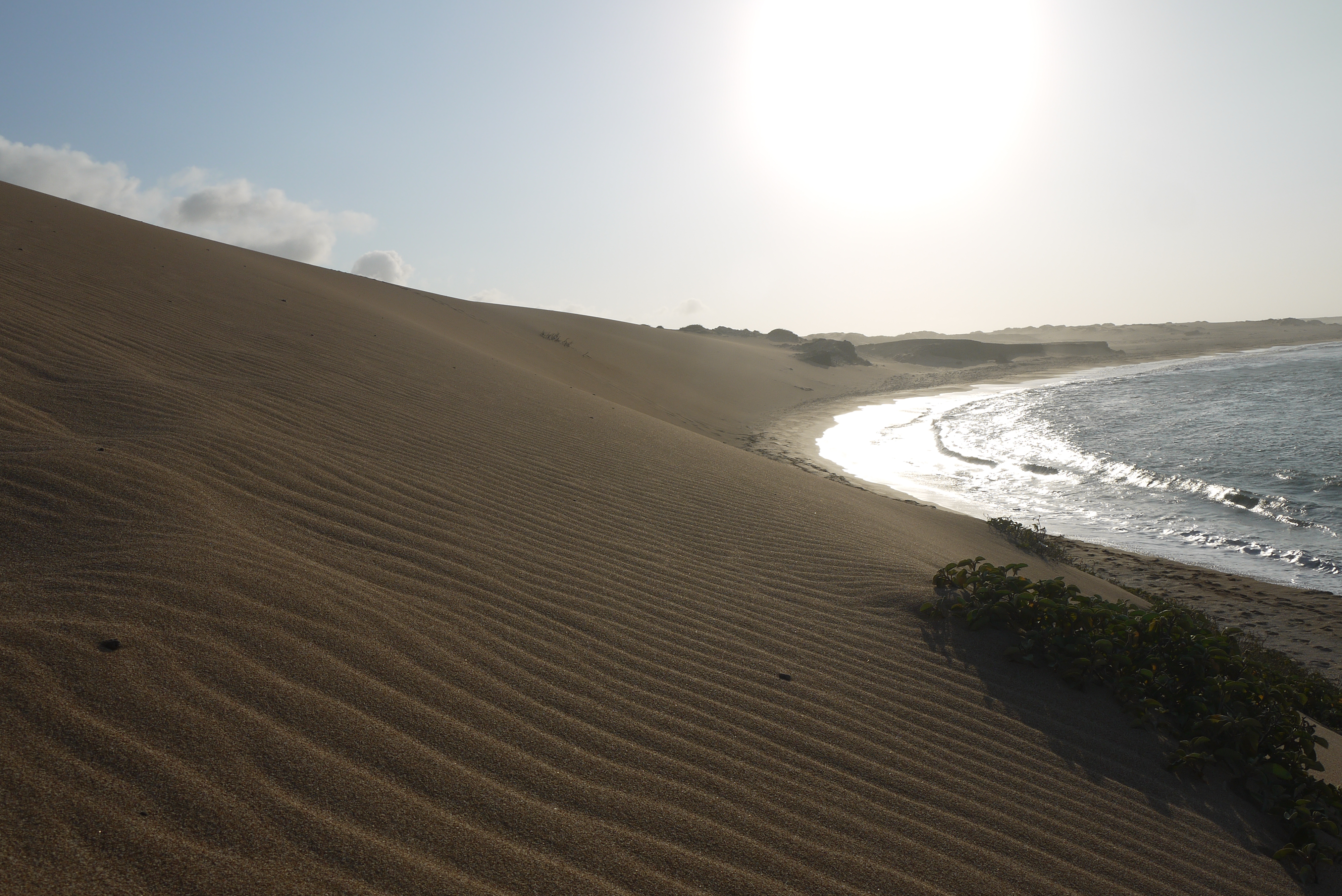
Dunas de Taroa al este de Bahía Portete